# Henrik Wenne
Henrik Wenne eller Henricus Nicolai Wenne, född ca 1465, död 1513, tillhörde det lägre frälset. Han var kanik och domprost i Åbo.

## Biografi

### Studier
Henricus Nicolai de Abo skrevs in i universitetet i Rostock i juni 1486. Han övergick sannolikt år 1487 till studier vid universitetet i Paris, där han avlade examen som baccalaureus artium på vintern 1489. Ett år senare, i april 1490, avlade han examen som licentiatus och examen som baccalaureus i dekret (kanonisk rätt) samt erhöll magisters värdighet. På sensommaren 1490, möjligen på hemväg, skrev Henrik Wenne in sig vid universitetet i Greifswald. Samtidigt som Henrik Wenne studerade i Paris bedrev också andra, senare viktiga Åboprelater studier där, d.v.s. biskoparna Johannes IV Olofsson och Arvid Kurck samt domprosten Paulus Scheel.

### Kanik i Åbo
Henrik Wenne nämns i oktober 1492 som magister och kanik i Åbo. Det svenska riksrådet utsåg detta år en delegation för att med ärkebiskopen, biskoparna och Tyska orden i Livland sluta ett förbundsavtal riktat mot storfursten i Moskva. I delegationen ingick hövitsmannen på Kastelholm Knut Posse, dekanen vid Åbo domkyrka Magnus Johannis, riksrådet Erik Ragvaldsson (Fargalt) och kaniken Henrik Wenne. Delegationen hade för avsikt att ta sig till Livland via Viborg men eftersom ryssarna strängt bevakade Narvafloden vid det nya slottet Ivangorod återvände de till Raseborgs län för att därifrån ta sig över isarna till Reval.

### Sändebud i Rom
I slutet av januari 1494 besökte kaniken i Åbo Henrik Wenne kurian i Rom som representant för biskopen i Åbo Magnus Nicolai (Stjernkors) och avlade det för biskopar föreskrivna besöket hos påven som skulle ske vart tredje år. Detta var upptakten till en vistelse i Rom som skulle vara till år 1496. Henrik skulle söka påvlig bekräftelse på de nyheter i Åbo domkapitel som Magnus Nicolai hade genomfört: en kapitelregel, en kanslireform, en korregel och en klockarregel, inrättandet av Alla helgons kor i Åbo domkyrka samt utgivande av mässboken Missale Aboense. En del av dessa förnyelser hade påven godkänt redan tidigare. Henrik själv fortsatte sina studier i kanonisk rätt och fick hösten 1495 påvligt tillstånd att åhöra undervisning i civil lagfarenhet och öva sig i skolastiska handlingar. Vid det laget kallades Henrik kyrkoherde i Pargas i Åbo stift. Han utbad sig i januari 1496 av påven ett ledigt kanonikat, ett prebende och ett ärkediakonat vid domkyrkan i Schwerin vilket påven beviljade. Då kallades han magister in artibus men sannolikt avlade han licentiatexamen i dekret under sin vistelse i Rom. 

### Korstågsbullan
Under sin sista tid i Rom hade han i uppdrag att på det svenska riksrådets uppmaning förmå påven att utfärda en korstågsbulla mot Moskvariket, vilken påven undertecknade i juni 1496. Henrik Wenne tog tillsammans med Sten Stures sändebud Hemming Gadh och Birgittahusets föreståndare i Rom Petrus Henrici ett lån om ca 1 500 dukater för att lösa ut bullan från det påvliga kansliet. Som garanter för lånet uppträdde en rad präster, bland dem kaniken i Linköping Hans Brask. Då Henrik Wenne på hösten samma år reste hemåt bad riksrådet att Sten Sture skulle hålla männen skadeslösa för skulden. Ännu den 19 november hade bullan inte kommit till Lübeck, där Henrik Wenne inväntade den under hösten samtidigt som han rapporterade till riksrådet och riksföreståndaren om nyheter från Ryssland. Henrik Wenne skrev i februari 1498 till Petrus Henrici i Rom att han beklagade att han hade blivit indragen i en skuld som gällde rikets affärer. I juni 1500 skrev Hemming Gadh ett brev till kurian där han intygade att Henrik Wenne inte längre hade något ansvar för skulden. I augusti samma år beviljade påven ändå de tre ursprungliga låntagarna ett moratorium i återbetalningen av skulden. Hemming Gadh skrev från Gripsholm 2.12.1500 ett brev till Henrik Wenne där han beklagade att de råkat ut för en oredlig penningaffär och lurats av Petrus Henrici och Hans Brask. Gadh bad Wenne vara lugn rörande betalningen av lånet. I augusti 1500 utsåg påven Henrik Wenne, till domprost i Åbo och fick förena ämbetet med sitt kanonikat och prebende med dess annex. Ännu år 1502 skrev Hans Brask till påven att Henrik Wenne, som hade underlåtit att betala sitt lån och därför exkommunicerats, trots det hade fortsatt med kyrkliga förrättningar. Därför borde Wenne berövas sitt domprostämbete som skulle överlåtas åt Brask, ett önskemål som inte uppfylldes. 

### Rikspolitikern
Den nye riksföreståndaren Svante Nilsson (Sture) företog i juli och augusti 1504 en resa till Finland för att ta över slotten där och ta emot ständernas hyllning. Hövitsmannen på Viborg, Erik Turesson skulle träffa honom på Raseborg men återvände till Viborg. Svante Nilsson sände då Eriks bror riksrådet Sten Turesson med domprosten Henrik Wenne till Viborg. Resultatet av den diplomatiska resan tycks ha varit gott eftersom Svante Nilsson i september gjorde Erik Turesson till hövitsman över hela Finland. Under de följande åren nämns Henrik Wenne i sammanhang som tyder på kontakter med Erik Turesson och kunskap om oroligheter vid ryska gränsen. Han utsågs av riksrådet 10.6.1509 till den delegation som skulle underhandla om Sveriges utlägg för unionskungen och hans drottning. Fredsfördraget slöts 17.8.1509 och vid det har även fästs Henriks sigill, tre sjöblad vars korsade stjälkar ligger mot mitten. Med sitt vapen signalerade Henrik att han var anhängare till Svante Nilsson. Efter detta blev han invald i den delegation som 14.10.1509 utsågs att under ärkebiskop Jakob Ulfssons och Svante Nilssons ledning sluta en handels- och sjöfartstraktat med Lübeck. Som belöning för sina insatser fick han Svante Nilssons förläningsbrev på några gårdar. År 1510 kallas han välbördig. Han var även medlem av Heliga tre konungars brödraskap i Åbo. Han avled 27.12.1513 i Åbo.